# Guéla Doué
Guéla Maho Lewis Doué (Angers, 17 oktober 2002) is een Ivoriaans-Frans voetballer die doorgaans speelt als rechtsback. In juli 2024 verruilde hij Stade Rennais voor RC Strasbourg. Doué maakte in 2024 zijn debuut in het Ivoriaans voetbalelftal. Hij is een broer van Désiré Doué en een neef van Marc-Olivier Doué en Yann Gboho, allemaal eveneens voetballer.

## Clubcarrière
Doué speelde vanaf zijn achtste in de jeugdopleiding van Stade Rennais. Hier tekende hij in november 2021 zijn eerste professionele contract. Deze werd in januari 2023 opengebroken en verlengd tot medio 2025. Zijn debuut maakte hij op 1 februari 2023, thuis tegen RC Strasbourg. Hij mocht van coach Bruno Génésio in de slotfase invallen voor zijn broer Désiré. Door een doelpunt van hem en twee van Amine Gouiri stond het 3–0 voor Stade Rennais en hier kwam in de slotfase geen verandering meer in.
Na twee wedstrijden in zijn eerste jaargang in het eerste elftal kwam hij tot drieëndertig optredens het seizoen erna. Hij verkaste vervolgens in juli 2024 voor een bedrag van circa zes miljoen euro naar RC Strasbourg, waar hij zijn handtekening zette onder een verbintenis voor de duur van vijf seizoenen.

## Clubstatistieken
| Seizoen | Club          | Competitie | Competitie | Competitie | Beker | Beker | Internationaal | Internationaal | Totaal | Totaal |
| Seizoen | Club          | Competitie | Wed.       | Dlp.       | Wed.  | Dlp.  | Wed.           | Dlp.           | Wed.   | Dlp.   |
| ------- | ------------- | ---------- | ---------- | ---------- | ----- | ----- | -------------- | -------------- | ------ | ------ |
| 2022/23 | Stade Rennais | Ligue 1    | 2          | 0          | 0     | 0     | 0              | 0              | 2      | 0      |
| 2023/24 | Stade Rennais | Ligue 1    | 24         | 0          | 5     | 0     | 4              | 0              | 33     | 0      |
| 2024/25 | RC Strasbourg | Ligue 1    | 8          | 0          | 0     | 0     | —              | —              | 8      | 0      |
| Totaal  | Totaal        | Totaal     | 34         | 0          | 5     | 0     | 4              | 0              | 43     | 0      |

Bijgewerkt op 29 oktober 2024.

## Interlandcarrière
Doué maakte op 23 maart 2024 zijn debuut in het Ivoriaans voetbalelftal, tijdens een vriendschappelijke wedstrijd tegen Benin. Namens dat land scoorde Junior Olaitan tweemaal en door twee treffers van Max Gradel en Oumar Diakité werd het 2–2. Doué moest van bondscoach Emerse Faé op de reservebank beginnen en hij viel in de vierenzestigste minuut in voor Wilfried Singo. Drie dagen na zijn debuut kwam de verdediger voor het eerst tot scoren namens zijn nationale team. Tegen Uruguay stond het gelijk door een eigen doelpunt van Mathías Olivera en een goal van Federico Viñas toen Doué mocht invallen voor Diakité. Op aangeven van Simon Adingra zorgde hij vervolgens voor de beslissende 2–1.
| Interlands van Guéla Doué voor Ivoorkust | Interlands van Guéla Doué voor Ivoorkust | Interlands van Guéla Doué voor Ivoorkust | Interlands van Guéla Doué voor Ivoorkust | Interlands van Guéla Doué voor Ivoorkust | Interlands van Guéla Doué voor Ivoorkust | Interlands van Guéla Doué voor Ivoorkust |
| №                                        | Datum                                    | Wedstrijd                                | Uitslag                                  | Competitie                               | Goals                                    |                                          |
| Als speler bij Stade Rennais             | Als speler bij Stade Rennais             | Als speler bij Stade Rennais             | Als speler bij Stade Rennais             | Als speler bij Stade Rennais             | Als speler bij Stade Rennais             | Als speler bij Stade Rennais             |
| ---------------------------------------- | ---------------------------------------- | ---------------------------------------- | ---------------------------------------- | ---------------------------------------- | ---------------------------------------- | ---------------------------------------- |
| 1                                        | 23 maart 2024                            | Ivoorkust – Benin                        | 2 – 2                                    | Vriendschappelijk                        |                                          |                                          |
| 2                                        | 26 maart 2024                            | Ivoorkust – Uruguay                      | 2 – 1                                    | Vriendschappelijk                        | 84'                                      |                                          |
| Als speler bij RC Strasbourg             |                                          |                                          |                                          |                                          |                                          |                                          |
| 3                                        | 6 september 2024                         | Ivoorkust – Zambia                       | 2 – 0                                    | AK 2025 kwalificatie                     |                                          |                                          |
| 4                                        | 10 september 2024                        | Tsjaad – Ivoorkust                       | 0 – 2                                    | AK 2025 kwalificatie                     |                                          |                                          |
| 5                                        | 11 oktober 2024                          | Ivoorkust – Sierra Leone                 | 4 – 1                                    | AK 2025 kwalificatie                     |                                          |                                          |
| 6                                        | 15 oktober 2024                          | Sierra Leone – Ivoorkust                 | 1 – 0                                    | AK 2025 kwalificatie                     |                                          |                                          |

Bijgewerkt op 29 oktober 2024.